# Cinnamomum subsessile
Cinnamomum subsessile är en lagerväxtart som först beskrevs av Carl Daniel Friedrich Meisner, och fick sitt nu gällande namn av André Joseph Guillaume Henri Kostermans. Cinnamomum subsessile ingår i släktet Cinnamomum och familjen lagerväxter. Inga underarter finns listade i Catalogue of Life.